# Le Petit Théâtre de Jean Renoir
Le Petit Théâtre de Jean Renoir is een Franse dramafilm uit 1970 onder regie van Jean Renoir.

## Verhaal
De film bestaat uit vier segmenten:
1. Le Dernier Réveillon: Een zwerver staat op kerstavond voor een restaurant, waar de klanten feestvieren.
2. La Cireuse électrique: Een obsessieve huishoudster een toestel om het parket te boenen.
3. Quand l'amour meurt: Een zangeres brengt een droevig liefdeslied.
4. Le Roi d'Yvetot: Een man wordt zowel de beste vriend van een kennis als de minnaar van diens vrouw.

## Rolverdeling
| Acteur             | Personage         |
| ------------------ | ----------------- |
| Nino Formicola     | Zwerver           |
| Milly              | Zwerfster         |
| Roger Trapp        | Max Vialle        |
| Robert Lombard     | Maître d'hôtel    |
| André Dumas        | Gerant            |
| Roland Bertin      | Gontran           |
| Paul Bisciglia     | Zwerver           |
| Marguerite Cassan  | Émilie            |
| Pierre Olaf        | Gustave           |
| Jacques Dynam      | Jules             |
| Lisa Livane        | Jongeman          |
| Denis Gunsbourg    | Jongeman          |
| Jean-Louis Tristan | Vertegenwoordiger |
| Jeanne Moreau      | Zangeres          |
| Fernand Sardou     | Duvallier         |
| Jean Carmet        | Féraud            |
| Françoise Arnoul   | Isabelle          |
| Andrex             | Monsieur Blanc    |